# بوب عربي
موسيقى البوب العربية أو البوب العربي هو إحدى أنواع موسيقى البوب والموسيقى العربية و يتم إنتاجها غالبا في القاهرة وبيروت ودبي.
النمط الأساسي لهذه الموسيقى هو الجمع بشكل تركيبي ألحان البوب مع عناصر من أنماط إقليمية عربية مختلفة، تستخدم بشكل أساسي الأدوات الغربية بما في ذلك القيثارات الكهربائية أو لوحات المفاتيح الإلكترونية، فضلاً عن الآلات التقليدية مثل العود و الدربوكة. و من سمات موسيقى البوب العربية هي النغمة العامة والمزاج العام للأغاني، وتميل الكلمات إلى التركيز على الشوق ، والكآبة ، والنزاع ، وقضايا الحب بشكل عام.

## تنسيقات كتابة الأغاني والتسجيل والتوزيع
الطريق إلى الشهرة في العالم العربي تختلف عن الطريق في الغرب فيقوم المنتج بعمل أغنية كاملة من اختيار الكلمات والموسيقى بدون اهتمام بموهبة المطرب ويتم تسجيل معظم الموسيقى في استوديوهات كما يحدث في الغرب وتنزل الأغاني في شكل قرص مضغوط، و في هذا العصر من خلال الإنترنت و وسائل التواصل الاجتماعي ، أصبح التعاون الإقليمي بين موسيقيي البوب والمنتجين والاستوديوهات أكثر جدوى من أي وقت مضى. وهكذا، يمكن لموسيقيي البوب العربي أو حتى موسيقيي أندر جراوند الوصول إلى جماهيرهم في جميع أنحاء المنطقة وخارجها.

## جانب الأعمال
هناك اختلافات شاسعة بين أعمال الموسيقى الغربية وقطاع الموسيقى العربية. خلافا لما حدث في الغرب، هناك نادرا ما المديرين ، وكلاء أو أنظمة التمثيل النسبي . عادةً ما تكون شركات التسجيلات عبارة عن شركات ضخمة تتحكم في مقاطع الفيديو الموسيقية وقنوات الموسيقى والتوزيع بالإضافة إلى وظائف الفنانين مثل صفقات التأييد أو حجز العربات .

## خصائص وسمات موسيقى البوب العربية
صوت البوب العربي يختلف من فنان لآخر لكن في الأغلبية يتضمن الآلات العربية والنغمات الغربية وهناك طريقة شائعة وهي دمج موسيقى البوب مع الموسيقى العربية مما أدى إلى غناء النغمات الغربية بالعربي. و تركز معظم أغاني البوب العربية على الموضوعات الرومانسية و الاستخدام المتكرر لكلمات مثل (حبيبي) و (قلبي) كما استعملت هذه الموسيقى في الصراعات الدولية مثل حرب الخليج عام 1991 لدعم صدام حسين.
على الرغم من الترويض بالمعايير الغربية ، إلا أنه من المعروف أن نجمات البوب العربيات سببن الجدل بسبب الكلمات المرحة والأزياء الباهتة والرقص المفرط إذ تعرض فنانون مثل ليديا كنعان، وسميرة سعيد، ونانسي عجرم، ونوال الزغبي، ولطيفة، وأصالة، وأمل حجازي، وهيفاء وهبي، لانتقادات شديدة في وقت أو آخر بسبب استخدام تلميحات جنسية في موسيقاهم. وقد أدى ذلك إلى حظر موسيقاهم وعروضهم في بعض البلدان.

## القنوات الفضائية
حققت القنوات الموسيقية شعبية كبيرة في الشرق الأوسط وشمال إفريقيا حيث توجد نحو 40 قناة موسيقية عربية و تعتبر روتانا هي الشركة الأكثر شعبية فهي شركة منتجة وقائمة بأسماء أكثر من 100 مغني في العالم العربى.

## جماهير موسيقى البوب العربية
على الرغم من أن موسيقى البوب العربية تحظى بشعبية خاصة بين الشباب واليافعين، إلا أنها وجدت جمهورًا مع المعجبين الأكبر سنًا أيضًا. يعيش معظم محبي موسيقى البوب العربية في العالم العربي ، لكن موسيقى البوب العربية تم رسمها باستمرار في أوروبا منذ تسعينيات القرن الماضي ، وخاصة في المراكز العشرين الأولى في فرنسا . ولدى موسيقى البوب العربية جماهير في مجتمعات المهاجرين من البلدان الناطقة باللغة العربية ، وخاصة في فرنسا والمملكة المتحدة، أستراليا، أوكرانيا، كندا، والولايات المتحدة. تأتي قواعد المعجبين الأخرى من دي جي يلعبون موسيقى البوب العربية في أماكن الرقص أو من محبي الرقص الشرقي الغربيين.

## تاريخ موسيقى البوب العربية

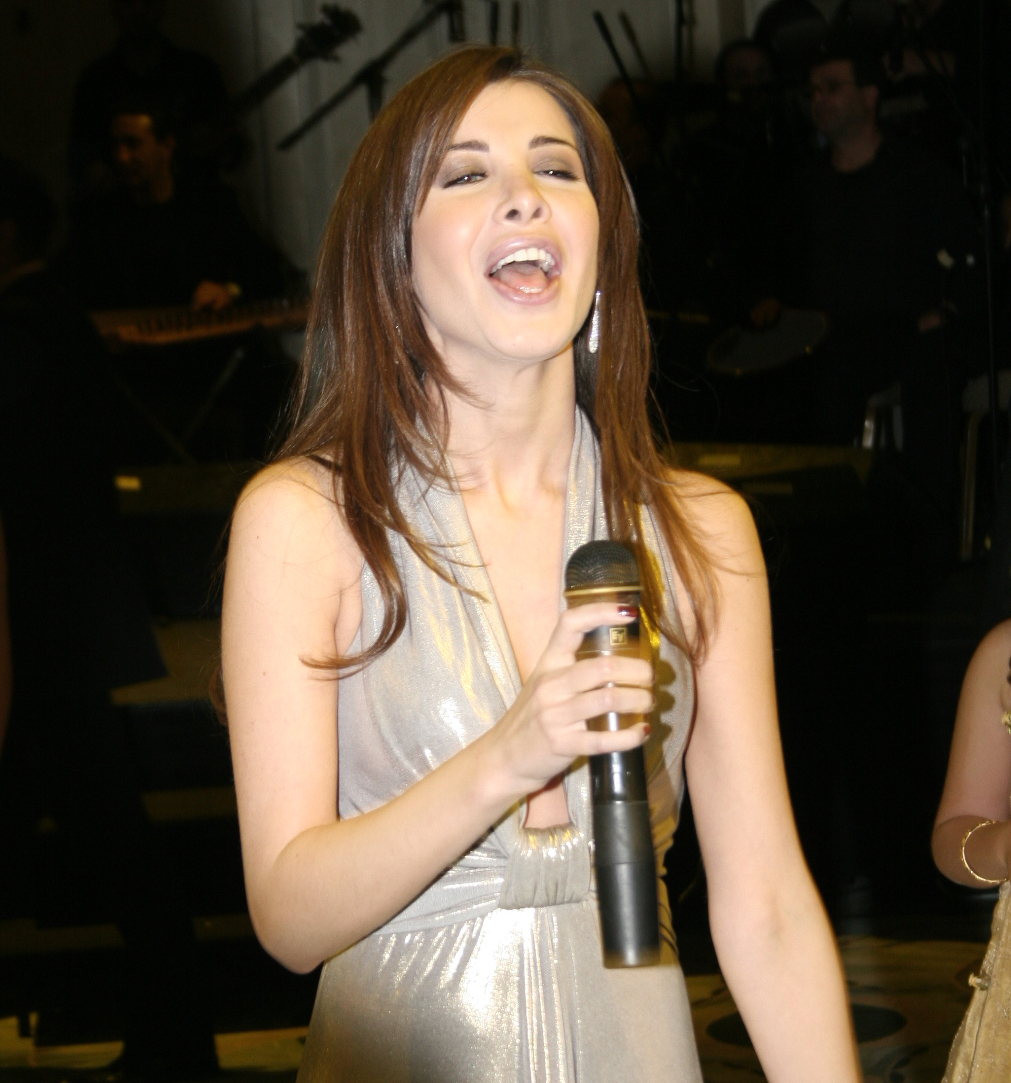
نانسي عجرم تحيي حفل زفاف في القاهرة

### الأيام الأولى: عشرينيات وخمسينيات القرن الماضي
تميزت الأيام الأولى لموسيقى البوب العربية بأسلوب تقليدي و في بعض الحالات ، كتب المغنون كلماتهم الخاصة لكن الموسيقى ألفها آخرون. كانت كل من كلمات الأغاني والموسيقى ذات أنماط عربية مميزة وكانت الأغاني تدوم ما بين 10 إلى 30 دقيقة و تم قياس العديد من أغاني أم كلثوم بالساعات.

### التحديث: الخمسينيات والسبعينيات
خلال هذه الفترة ، بدأت موسيقى البوب العربية في الظهور ، على الرغم من أن النمط القديم في الأيام الأولى كان لا يزال يتمتع بشعبية كبيرة. بدأت الأغاني تصبح أكثر غربية من حيث الصوت والطول حيث تتراوح ما بين 5 إلى 20. اشتهر فنانون مثل عبد الحليم حافظ وداليدا وفيروز خلال هذه الفترة.

### السبعينيات والثمانينيات
في السبعينيات مع ظهور الفنانين الغربيين مثل مايكل جاكسون ووفاة الفنانين الأوائل العرب مثل أم كلثوم ، بدأت موسيقى البوب العربية في التبلور و بحلول أوائل الثمانينيات، اشتهر فنانون مثل سميرة سعيد وليلى غفران بموسيقى البوب العربية ذات الصوت الغربي.

### من التسعينيات حتى الوقت الحاضر
بحلول منتصف وأواخر التسعينيات ، ظهر نمط جديد لنجوم البوب العربي و حقق فنانون مثل عمرو دياب ، تامر حسني ، إليسا ، شيرين ، نوال الزغبي ، ديانا حداد ، نانسي عجرم، أمل حجازي نجاحا كبيرا وذلك باستخدام التسويق الحديث، و الغناء باللغة العربية و حتى الفرنسية في بعض الأحيان بالنسبة للفنانين اللبنانيين و توظيف أدوات إلكترونية غربية، فضلا عن ألحان جذابة.

## وصلات خارجية
- Washington Postent
- BBC News